# Porites iwayamaensis
Porites iwayamaensis är en korallart som beskrevs av Katsuyuki Eguchi 1938. Porites iwayamaensis ingår i släktet Porites och familjen Poritidae. Inga underarter finns listade i Catalogue of Life.